# Liste des épisodes des Experts : Manhattan
Cette page recense la liste des épisodes de la série télévisée Les Experts : Manhattan.

## Introduction dansles Experts: MiamiSaison 2 (2004)
1. Poursuite à Manhattan (MIA/NYC Non Stop)

## Première saison (2004-2005)
La première saison a été diffusée du 22 septembre 2004 au 18 mai 2005.
1. L’Œil du témoin (Blink)
2. Les Créatures de la nuit (Creatures of the Night)
3. 1987 (American Dreamers)
4. Poisson mortel (Grand Master)
5. Le Tunnel de l'enfer (A Man A Mile)
6. Membre à part (Outside Man)
7. Hold-up (Rain)
8. La Malédiction du sang (Three Generations Are Enough)
9. Meurtre à Central Park (Officer Blue)
10. Promenade nocturne (Night, Mother)
11. Terminus (Tri-Borough)
12. Dernière course (Recycling)
13. Du sang sur la neige (Tanglewood)
14. Mise en boîte (Blood, Sweat & Tears)
15. Jusqu'à ce que la mort nous sépare (Til Death Do We Part)
16. Jeux très interdits (Hush)
17. Lourde Chute (The Fall)
18. Affaires internes (The Dove Commission)
19. Linge sale (Crime and Misdemeanor)
20. La Mort blanche (Supply and Demand)
21. Erreur sur la cible (On The Job)
22. Balles de match (The Closer)
23. Expert et Témoin (What You See Is What You See)

## Deuxième saison (2005-2006)
La deuxième saison a été diffusée du 28 septembre 2005 au 17 mai 2006.
1. Des dessous convoités (Summer in the City)
2. Un mort dans la foule (Grand Murder at Central Station)
3. Le Repas des fauves (Zoo York)
4. Le Samouraï des affaires (Corporate Warriors)
5. La Danse du poisson (Dancing with the Fishes)
6. Du sang jeune (Youngblood)
7. Le Flic de Miami  (Manhattan Manhunt)
→ 2e partie d'un cross over avec Les Experts : Miami : Le Tueur de New York - 1re Partie (Felony Flight) (S04E07)
8. Fausse donne (Bad Beat)
9. Poupées cassées (City of the Dolls)
10. Esprit d'équipe (Jamalot)
11. Chambre forte (Trapped)
12. Le Vert de trop (Wasted)
13. Le Dernier Métro (Risk)
14. La Flèche de l'amour (Stuck On You)
15. La Mort en jeu (Fare game)
16. Crime à la source (Cool hunter)
17. Le Silence du témoin (Necrophilia Americana)
18. Vivre ou laisser mourir (Live or Let Die)
19. Super Héros (Super Men)
20. Les Cendres du passé (Run Silent, Run Deep)
21. Reconstitution (All Access)
22. La Preuve par trois (Stealing Home)
23. Dernière mission (Heroes)
24. Peur sur la ville (Charge of this Post)

## Troisième saison (2006-2007)
La troisième saison a été diffusée du 20 septembre 2006 au 16 mai 2007.
1. Le Saut de l'ange (People With Money)
2. Les Braqueuses (Not What It Looks Like)
3. Froide Vengeance (Love Run Cold)
4. Messages codés (Hung Out to Dry)
5. Filles d'enfer (Oedipus Hex)
6. Publicité macabre (Open and Shut)
7. Train d'enfer (Murder Sings The Blues)
8. Trois kilos de moins (Consequences)
9. Sans visage (And Here's to You, Mrs. Azrael)
10. Tombés du ciel (Sweet Sixteen)
11. Machination infernale (Raising Shane)
12. Meurtres en silence (Silent Night)
13. Obsession (Obsession)
14. Erreur sur la personne (The Lying Game)
15. Voleuse de luxe (Some Buried Bones)
16. Cœur de verre (Heart of Glass)
17. L'Arche de Noé (The Ride-In)
18. Le Prestige (Sleight Out of Hand)
19. Meurtre à la française (A Daze Of Wine And Roaches)
20. Le Chevalier de Central Park (What Schemes May Come)
21. Passé imparfait (Past Imperfect)
22. Sœurs de sang (Cold Reveal)
23. Double Jeu (...Comes Around)
24. Journée blanche (Snow Day)

## Quatrième saison (2007-2008)
La quatrième saison a été diffusée du 26 septembre 2007 au 21 mai 2008.
1. Du sang pour la liberté (Can You Hear Me Now?)
2. 6 pieds sous l'eau (The Deep)
3. Bons Baisers de New York (You Only Die Once)
4. Détour vers le futur (Time's Up)
5. Enquête virtuelle (Down The Rabbit Hole)
6. Retour à la mort (Boo)
7. Prédatrices (Commuted Sentences)
8. Le Baiser de la méduse (Buzzkill)
9. Pièces montées 1re (One Wedding and a Funeral)
10. Les Cicatrices du passé 2e partie (The Thing About Heroes...)
11. Jeux d'enfants (Child's Play)
12. Fées d'hiver (Happily Never After)
13. Dent pour dent (All in the Family)
14. Toilettes funèbres (Playing With Matches)
15. Madame X (DOA For a Day)
16. Les Empreintes du passé (Right Next Door)
17. En haut de l'affiche (Like Water For Murder)
18. Le Dernier Bal (Admissions)
19. Baiser mortel 1re partie (Personal Foul)
20. Double emploi 2e partie (Taxi)
21. L'Homme de l'intérieur (1/2) (Hostage, part 1)

## Cinquième saison (2008-2009)
La cinquième saison a été diffusée du 24 septembre 2008 au 14 mai 2009.
1. La Femme de l'extérieur (2/2) (Veritas, (2))
2. Tourner la page (Page Turner)
3. Turbulences (Turbulence)
4. Scandales à la clé (Sex, Lies and Silicone)
5. Sa dernière croisade (The Cost of Living)
6. La Règle de trois (Enough)
7. État des lieux (Dead Inside)
8. Mon nom est Mac Taylor (My Name Is Mac Taylor)
9. À l'intérieur... (The Box)
10. Mauvaises ondes (The Triangle)
11. Le Fruit défendu (Forbidden Fruit)
12. Le Souvenir de trop (Help)
13. Jugement hâtif (Rush To Judgment)
14. La Cité des rêves (She's Not There)
15. La Grippe bleue (The Party's Over)
16. Le Repas des vautours (No Good Deed)
17. Tris sélectifs (Green Piece)
18. Jusqu'à la moelle (Point of No Return)
19. Un indien à New York (Communication Breakdown)
20. Leçons de crime (Prey)
21. La Clé des meurtres (The Past, Present and Murder)
22. Des secrets au placard (Yahrzeit)
23. Payer sa dette (Greater Good)
24. Tragédie grecque (Grounds For Deception)
25. L'Adieu (1/2) (Pay Up (1))

## Sixième saison (2009-2010)
La sixième saison a été diffusée du 23 septembre 2009 au 26 mai 2010.
1. Nouvel espoir (2/2) (Epilogue (2))
2. Liste noire (Blacklist)
3. Latitude meurtrière (LAT 40° 47' N/Long 73° 58' W)
4. Une femme peut en cacher une autre (Dead Reckoning)
5. Après la bataille (Battle Scars)
6. Le Dernier Festin (It Happened to Me)
7. Les Passagères de New York (Hammer Down)
→ 2e partie d'un cross over avec Les Experts : Miami et Les Experts : Les Experts Miami - S08E07 - Les Disparues de Miami - 1re Partie , Les Experts Manhattan - S06E07 - Les Passagères de New York - 2e Partie , Les Experts - S10E07 - Les Innocentes de Las Vegas - 3e Partie
8. Déboussolé 1re partie (Cuckoo's Nest)
9. Même heure, même endroit 2e partie (Manhattanhenge)
10. Défense d'entrer... et de sortir (Death House)
11. Sans famille (Second Chances)
12. Vice de procédure (Criminal Justice)
13. Les Dessous du match (Flag on the Play)
14. Mordus (Sanguine Love)
15. La Course de trop (The Formula)
16. Joyeux anniversaire James (Uncertainty Rules)
17. Ça vaut de l'or (Pot of Gold)
18. Repose en paix (Rest In Peace, Marina Garito)
19. Plan d'évasion (Redemption)
20. Dernier combat (Tales from the Undercard)
21. Comme des grands (Unusual Suspects)
22. Fenêtre sur Rue (Point of View)
23. Le But ultime (1/2) (Vacation Getaway (1))

## Septième saison (2010-2011)
La septième saison a été diffusée du 24 septembre 2010 au 13 mai 2011.
1. Le 34e étage (2/2) (The 34th Floor (2))
2. La Mort en face (Unfriendly Chat)
3. Le Mauvais fils (Damned If You Do)
4. Le Code de la rue (Sangre Por Sangre)
5. Succomber à la tentation (Out of the Sky)
6. Jeu de maux (Do Not Pass Go)
7. Je tue donc je suis (Hide Sight)
8. Morte d'effroi 1re partie (Scared Stiff (1))
9. Violentes conclusions 2e partie (Justified (2))
10. Un corps en vitrine (Shop Till You Drop)
11. Tristes Clowns (To What End?)
12. Le Mal du siècle (Holding Cell)
13. La fête tombe à l'eau (Party Down)
14. Pilule amère (Smooth Criminal)
15. Avant l'heure (Vigilante)
16. Les Intouchables (The Untouchable)
17. Tableau d'honneur (Do or Die)
18. Crise d'identité (Identity Crisis)
19. La Surprise du chef (Food For Thought)
20. Ce qui est fait est fait 1re partie (Nothing For Something)
21. L'Heure de la vengeance 2e partie (Life Sentence)
22. Dernier dossier (Exit Strategy)

## Huitième saison (2011-2012)
La huitième saison a été diffusée du 23 septembre 2011 au 11 mai 2012.
1. Travail de mémoire (Indelible)
2. La Couleur de l'argent (Keep It Real)
3. Business familial (Cavallino Rampante)
4. Suspect Messer (Officer Involved)
5. Fratries (Air Apparent)
6. De tombe en tombe (Get Me Out of Here!)
7. Cruelles Chutes 1re partie (Crushed)
8. De vieilles connaissances 2e partie (Crossroads)
9. ... les grands remèdes 3e partie (Means To An End)
10. Quitter la cage (Clean Sweep)
11. La Guerre des nerfs (Who's There?)
12. Jeu de pistes à Manhattan (Brooklyn Til I Die)
13. L'Effet ricochet (The Ripple Effect)
14. Rouge Tempête (Flash Pop)
15. Derrière l'écran (Kill Screen)
16. Aux quatre coins de l'enfer (Sláinte)
17. Cadeau empoisonné (Unwrapped)
18. Mort imminente (Near Death)

## Neuvième saison (2012-2013)
Le 13 mai 2012, CBS renouvelle la série pour une neuvième saison. Elle a été diffusée du 28 septembre 2012 au 22 février 2013. Le 13 mai 2013, la série est annulée au bout de 9 saisons.
1. Rallumer la flamme 1re partie (Reignited)
2. À vif 2e partie (Where There's Smoke...)
3. La Fille de San Francisco  (2,918 Miles)
4. Silence de mort (Unspoken)
5. Un sombre anniversaire (Misconceptions)
6. La Dame du lac (The Lady in the Lake)
7. Jeu de meurtres (Clue: SI)
8. Réussite sur ordonnance (Late Admission)
9. L'Infiltrée (Blood Out)
10. Bar clandestin (The Real McCoy)
11. L'Ange gardien (Command+P)
12. Mise en scène (Civilized Lies)
13. L'Immeuble maudit (Nine Thirteen)
14. L'Or blanc (White Gold)
15. Un retour pour New York (Seth and Apep) → 2e partie d'un cross over avec Les Experts  (S13E13 In Vino Veritas)
16. Fatale St-Valentin (Blood Actually)
17. Un dernier au revoir (Today is Life)